# Edward Neumeier
Edward Neumeier, detto Ed (24 agosto 1957), è uno sceneggiatore statunitense.
È noto soprattutto per essere lo sceneggiatore dei film di fantascienza RoboCop (1987) e Starship Troopers - Fanteria dello spazio (1997). È accreditato per i personaggi di RoboCop 2 e RoboCop 3 e per le serie TV, di animazione e i videogiochi associati.
Nel 1987 si è aggiudicato il Saturn Award per la miglior sceneggiatura.
Nel 2008 ha scritto e diretto Starship Troopers 3 - L'arma segreta, suo unico film da regista.